# Рождественские повести
«Рожде́ственские по́вести» (англ. Christmas Books) — сборник избранных произведений, написанных Чарльзом Диккенсом в 40-х годах XIX века и посвящённых теме Рождества и рождественских праздников.

## История создания

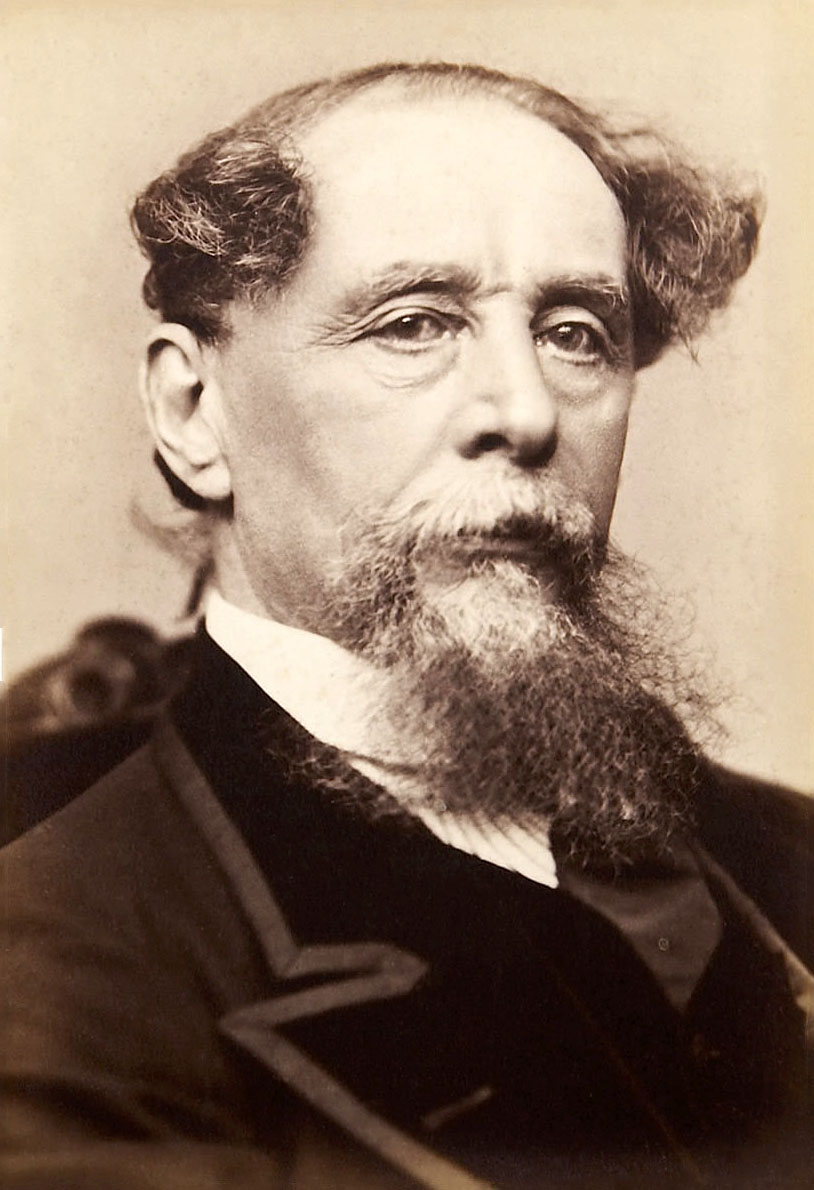
Чарльз Диккенс

«Рождественские повести» были написаны Диккенсом в 40-х годах XIX века и выходили отдельными книгами к Рождеству, то есть к концу декабря, почему и получили название «Рождественских книг» (англ. «The Christmas Books»). «Рождественские повести» были не случайно приурочены к рождественским праздникам. История их возникновения имеет под собой социальную основу.
В феврале 1843 года учёный-экономист Саутвуд Смит, представитель прогрессивной английской интеллигенции, член правительственной комиссии по вопросам детского труда, попросил Диккенса как писателя, пользовавшегося всенародной популярностью и уважением, выступить в печати за проведение закона об ограничении рабочего дня на заводах и фабриках. Он сообщил Диккенсу поистине потрясающие данные о чудовищных условиях труда фабричных рабочих и, в частности, факты об эксплуатации детей на промышленных предприятиях.
Диккенс полностью разделял взгляды Смита и его прогрессивных единомышленников и согласился написать памфлет «К английскому народу, в защиту ребёнка-бедняка», но затем отказался от этого намерения, решив выступить с протестом против эксплуатации не как публицист, а как писатель.

«…Не сомневайтесь, — писал Диккенс Смиту 10 марта 1843 года, — что, когда вы узнаете, в чём дело, и когда узнаете, чем я был занят, — вы согласитесь с тем, что молот опустился с силой в двадцать раз, да что там — в двадцать тысяч раз большей, нежели та, какую я мог бы применить, если бы выполнил мой первоначальный замысел».

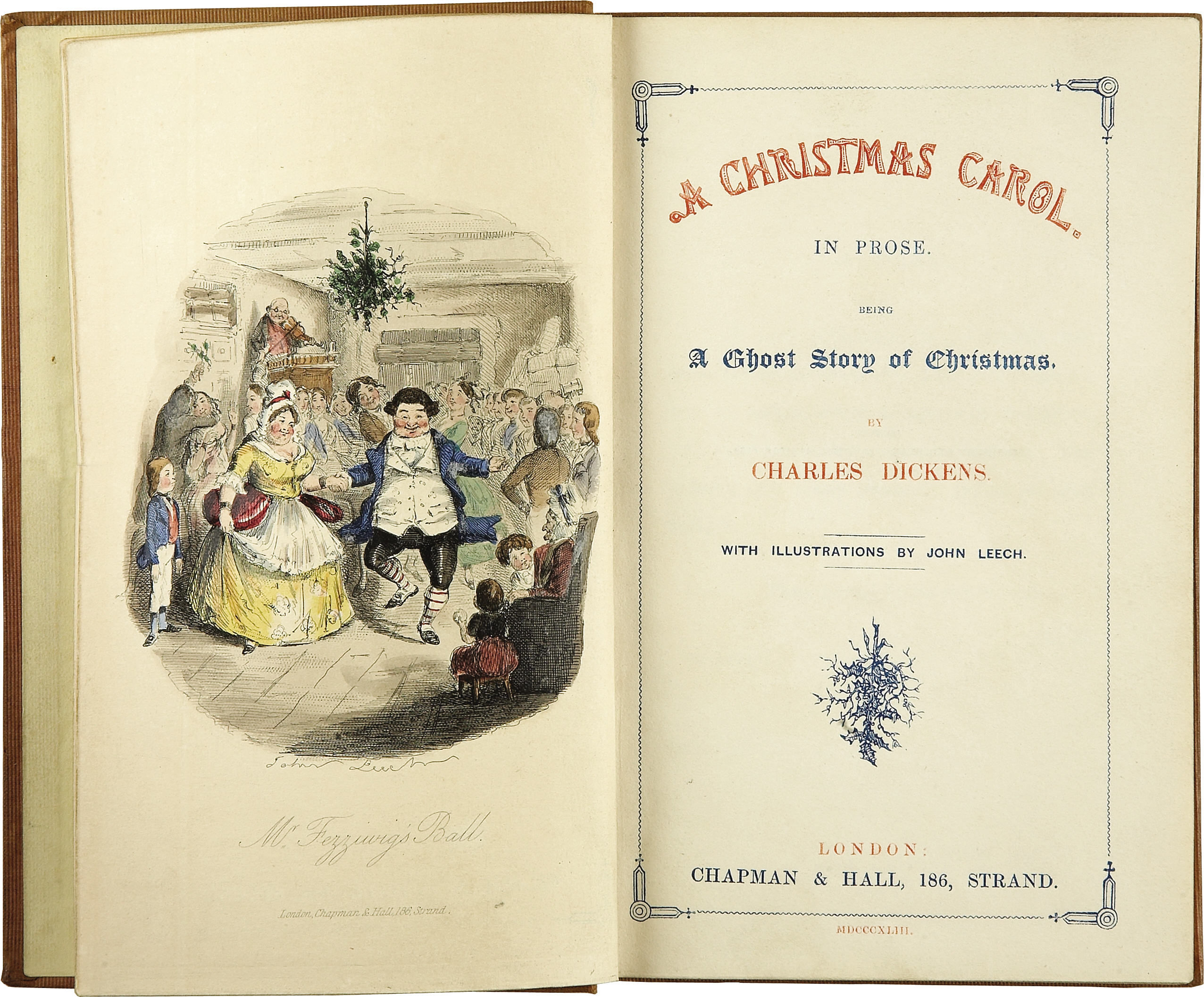
Первое издание «Рождественской песни», 1843.

В таких словах Диккенс сообщал Смиту, что он задумал цикл рассказов, публикуемых ежегодно к дням Рождества, так как Рождество — любимый праздник англичан, традиционно связанный с определёнными нравственными представлениями, в частности с обычаем примирения врагов, забвения обид, установления мира и доброжелательных отношений между людьми, к каким бы классам они ни принадлежали.
«Рождественские повести» были задуманы Диккенсом как социальная проповедь в занимательной художественной форме. Воздействуя посредством образов и ситуаций своих святочных сказок на эмоции читателей, Диккенс обращался с проповедью как к «бедным», так и к «богатым», ратуя за улучшение «доли бедняка» и стремясь к нравственному «исправлению богачей».
Приступая к написанию повестей, Диккенс, конечно же понимал, что добиться решения классовых противоречий посредством апелляции к добросердечию буржуа-капиталистов ему не удастся. Существенно другое. Прежде чем высказать свои нравоучительные идеи, Диккенс считал необходимым изобразить зло и несправедливость, существующие в английском буржуазном обществе. Выступая с позиций гуманизма, писатель в своих рождественских повестях обличает пороки господствующих классов. В первых из этих повестей громко звучат сатирические мотивы, продиктованные глубокой и большой тревогой писателя о судьбе обездоленных, его искренним возмущением против их угнетателей.

## Содержание
Сборник содержит 5 повестей:

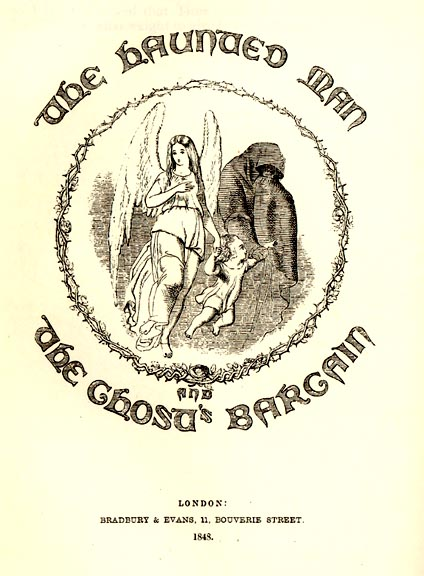
Страница первого издания повести «Одержимый, или сделка с призраком», 1848.

1. Рождественская песнь в прозе (A Christmas Carol in Prose, 1843)
2. Колокола (The Chimes, 1844)
3. Сверчок за очагом (The Cricket on the Hearth, 1845)
4. Битва жизни (The Battle of Life, 1846)
5. Одержимый, или Сделка с призраком (The Haunted Man and the Ghost’s Bargain, 1848)

Из пяти больших повестей, помещённых в настоящем сборнике, только первая целиком посвящена празднику Рождества. Действие второй повести происходит под Новый год, в четвёртой и пятой рождественские празднества даны лишь как эпизоды, в «Сверчке» Святки не упоминаются вовсе. Однако это не помешало сложиться мнению, что Диккенс «изобрёл Рождество», поскольку все повести объединены общим идейным замыслом и пропитаны общим настроением. Диккенс облекает свои рождественские повести в форму сказки, щедро черпая из народного творчества образы призраков, эльфов, фей, духов умерших и дополняя фольклор своей неистощимой фантазией. Сказочный элемент оттеняет картины жестокой действительности, причём сказка и действительность, причудливо переплетаясь, иногда как бы меняются местами. Так, в «Колоколах» счастливый конец, написанный в реалистическом плане, производит впечатление сказки, тогда как сны и видения бедного Тоби, несмотря на участие в них всяких фантастических созданий, изображают ту действительность, которую автор в заключительных строках повести призывает читателя по мере сил изменять и исправлять. Социально наиболее насыщены первая и вторая повести, которые писались одновременно с романом «Мартин Чезлвит». В «Рождественской песни», как и в «Мартине Чезлвите», основная тема — губительное влияние на человека корысти и погони за богатством. «Колокола» предвещают роман «Тяжёлые времена» (1854). Здесь Диккенс с негодованием обрушивается на теорию Томаса Мальтуса об «избыточном населении» и на манчестерскую школу бездушного практицизма, а в олдермене Кьюте и мистере Файлере нетрудно распознать прообразы Баундерби и Грэдграйнда из «Тяжёлых времён».

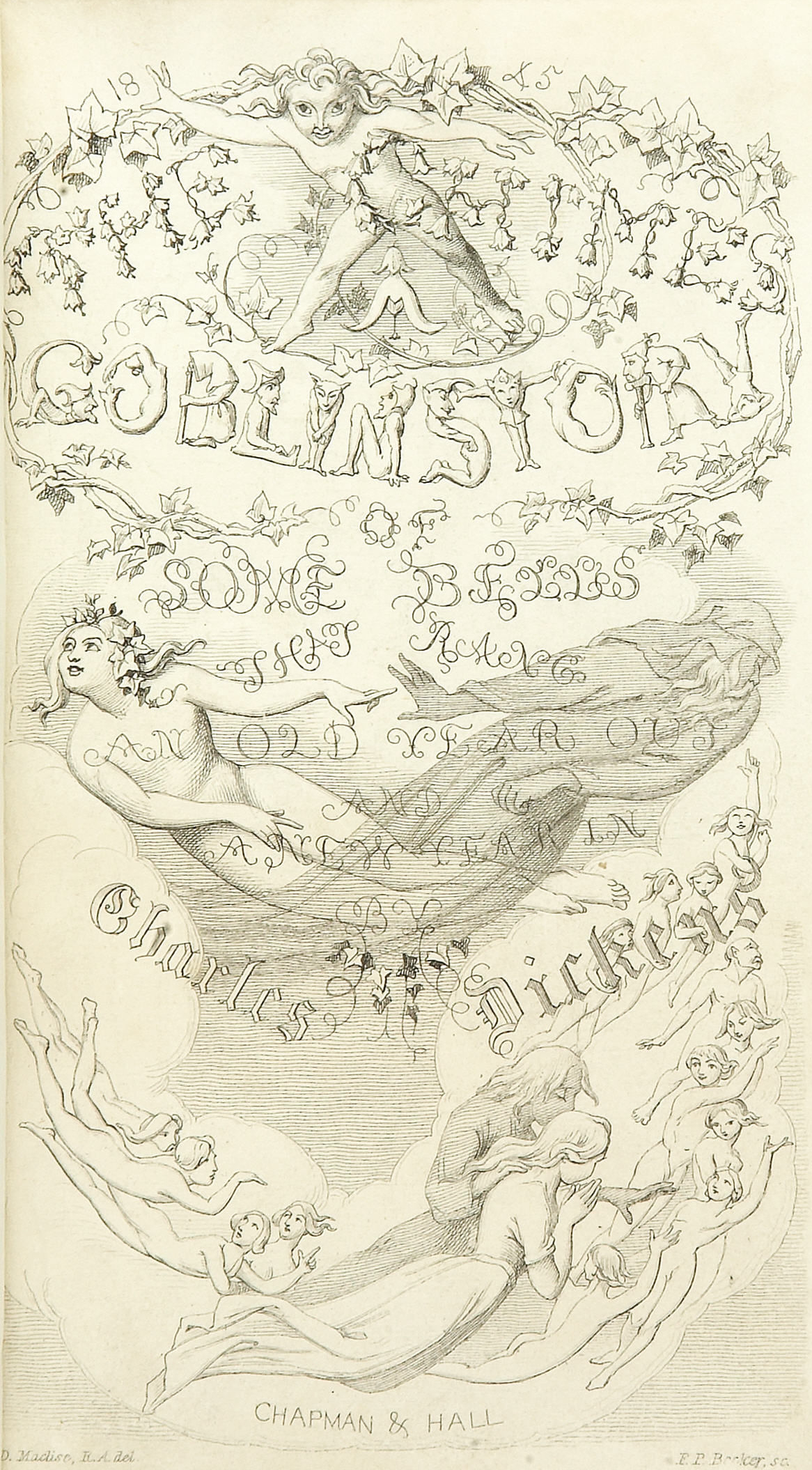
«Колокола», обложка издания 1844 года.

В трёх последующих повестях социальные мотивы звучат глуше, а то и совсем затихают. Здесь Диккенса больше занимают морально-этические проблемы: взаимное доверие как основа семейного счастья, самопожертвование в любви, влияние чистой и благородной души на окружающих и другие подобные мотивы. В последней повести — «Одержимый», совпадающей по времени с романом «Домби и сын» (Dombey and Son), — присутствует та же, что и в романе, тема наказанной гордыни, разработанная на этот раз в романтико-философском плане.